# Vražogrnac
Vražogrnac (en serbe cyrillique : Вражогрнац) est une localité de Serbie située sur le territoire de la ville de Zaječar, district de Zaječar. Au recensement de 2011, elle comptait 1 090 habitants.
Vražogrnac, officiellement classé parmi les villages de Serbie, est situé sur les bords du Timok.

## Démographie

### Évolution historique de la population
| 1948  | 1953  | 1961  | 1971  | 1981  | 1991  | 2002  | 2011  |
| ----- | ----- | ----- | ----- | ----- | ----- | ----- | ----- |
| 2 201 | 2 246 | 2 283 | 2 229 | 2 060 | 1 645 | 1 340 | 1 090 |

|  |